# Thérèse Dorny
Thérèse Jeanne Longo-Dorni dite Thérèse Dorny, née le 18 septembre 1891 dans le 17e arrondissement de Paris et morte le 14 mars 1976 à Saint-Tropez, est une actrice française.

## Biographie
Thérèse Dorny était une amie de l'autrice Colette. 
Elle a épousé en décembre 1964 à Viroflay l'artiste-peintre André Dunoyer de Segonzac (1884-1974), auprès duquel elle est inhumée au cimetière de Saint-Tropez.

## Filmographie
- 1930 : La Douceur d'aimer de René Hervil
- 1932 : Cognasse de Louis Mercanton
- 1932 : Ciboulette de Claude Autant-Lara
- 1933 : Knock de Roger Goupillières et Louis Jouvet
- 1935 : Les Sœurs Hortensias de René Guissart
- 1935 : La Mascotte de Léon Mathot
- 1935 : Divine de Max Ophüls
- 1935 : Monsieur Sans-Gêne de Karl Anton
- 1936 : Ménilmontant de René Guissart
- 1936 : Passé à vendre de René Pujol
- 1936 : Un de la légion de Christian-Jaque
- 1937 : Le Cantinier de la coloniale d'Henry Wulschleger
- 1937 : À nous deux, madame la vie d'Yves Mirande et René Guissart : femme de Toto
- 1937 : Prince de mon cœur de Jacques Daniel-Norman
- 1937 : Abus de confiance d'Henri Decoin
- 1938 : Katia de Maurice Tourneur
- 1938 : Retour à l'aube d'Henri Decoin
- 1939 : Visages de femmes de René Guissart
- 1940 : L'Acrobate de Jean Boyer
- 1941 : Un chapeau de paille d'Italie de Maurice Cammage
- 1941 : Une vie de chien de Maurice Cammage
- 1941 : Les Petits Riens de Raymond Leboursier
- 1941 : Une femme disparaît de Jacques Feyder
- 1942 : Ne le criez pas sur les toits de Jacques Daniel-Norman
- 1943 : Béatrice devant le désir ou Ainsi va la vie de Jean de Marguenat
- 1943 : Le mort ne reçoit plus de Jean Tarride
- 1946 : Fille du diable d'Henri Decoin
- 1945 : La Boîte aux rêves d'Yves Allégret et Jean Choux
- 1947 : Voyage Surprise de Pierre Prévert
- 1947 : Troisième cheminée à droite de Jean Mineur
- 1948 : La Belle Meunière de Marcel Pagnol
- 1949 : Tire au flanc de Fernand Rivers
- 1950 : Uniformes et Grandes Manœuvres de René Le Hénaff
- 1951 : Le Passage de Vénus de Maurice Gleize
- 1953 : La Belle de Cadix de Raymond Bernard
- 1954 : Adam est... Ève de René Gaveau
- 1954 : Les Diaboliques d'Henri-Georges Clouzot
- 1956 : Mitsou de Jacqueline Audry
- 1958 : Oh ! Qué mambo de John Berry

## Théâtre
- 1913 :  L'Institut de Beauté, comédie en trois actes, d'Alfred Capus, Théâtre des Variétés
- 1918 : L'École des cocottes de Paul Armont et Marcel Gerbidon, théâtre du Grand-Guignol
- 1920 : L'École des cocottes de Paul Armont et Marcel Gerbidon, théâtre des Variétés
- 1922 : La Belle Angevine de Maurice Donnay et André Rivoire, théâtre des Variétés
- 1923 : L'École des cocottes de Paul Armont et Marcel Gerbidon, théâtre du Palais-Royal
- 1927 : Les Ailes de Paris, revue d'hiver au Casino de Paris avec Maurice Chevalier[5]
- 1930 : Par le temps qui court revue de Rip, théâtre Daunou
- 1933 : Monsieur Le Trouhadec saisi par la débauche de Jules Romains, mise en scène Louis Jouvet, Comédie des Champs-Élysées
- 1933 : Pétrus de Marcel Achard, mise en scène Louis Jouvet, Comédie des Champs-Élysées
- 1936 : Le Pélican ou Une étrange famille de Francis de Croisset d'après Somerset Maugham, théâtre des Ambassadeurs
- 1939 : Entre nous revue de Rip, théâtre des Nouveautés
- 1950 : La Revue de l'Empire d'Albert Willemetz, Ded Rysel, André Roussin, musique Maurice Yvain, Francis Lopez, Henri Bourtayre, théâtre de l'Empire
- 1951 : Les Vignes du Seigneur de Robert de Flers et Francis de Croisset, mise en scène Pierre Dux, théâtre de Paris
- 1952 : Monsieur conte fleurette de Marcel Jullian, théâtre La Bruyère
- 1954 : Il est important d'être aimé d'Oscar Wilde, mise en scène Claude Sainval, Comédie des Champs-Élysées